# فاطمة شاهين
فاطمة شاهين (بالتركية: Fatma Şahin)‏ (ولدت في 20 يونيو 1966 م،غازي عنتاب، تركيا) وهي سياسية تركية، تولت رئاسة بلدية مدينة غازي عنتاب.
تعد فاطمة شاهين أول امرأة تتولى منصب وزيرة الاسرة والسياسات الاجتماعية من منطقة جنوب شرق الأناضول. متزوجة ولديها طفلين. وتعد أول امرأة تشغل منصب نائبة مجلس الشعب عن غازي عنتاب. وقد انهت دراستها في قسم الهندسة الكيميائية بالكلية الكيميائية-المعدنية في جامعة اسطنبول. وعملت كمهندسة للعمليات ومن بعدها مديرة في القطاع الخاص. وقد مثلت منصب نائبة لمجلس النواب في غازي عنتاب في الفترة من 1992 إلى 1994وبالإضافة إلى ذلك كانت أول امرأة تشغل منصب عضو بمجلس النواب لفترتين متتاليتين. وفي عام 1992 عملت بوظيفة عضو اللجنة البرلمانية المشتركة بين تركيا والاتحاد الأوروبي. وقد عينت رئيسة للجنة البحث في أحداث العنف ضد الأطفال وجرائم الشرف في البرلمان التركي. وبعد فترة عينت كنائب لرئيس المنظمة العامة المتخصصة في الشؤون السياسية الخاصة بالمرأة في حزب العدالة والتنمية. وقد عملت في لجنة التحقيق الخاصة بالمجلس التي كونها ذكي شاكان وجمهور ارسومر الرئيس الاسبق للطاقة والموارد الطبيعية. واختيرت بالانتخاب لعضوية اللجنة التنفيذية المركزية لحزب العدالة والتنمية بالكونغرس لمرتين على التوالي.
عملت فاطمة شاهين كرئيس المنظمة الخاصة بالنساء في المركز العام وذهبت بعد ذلك إلى المركز العام بأنقرة ودعت 3000 امرأة في شهرين. ووفرت لهن التدريب في موضوعات مختلفة. وقد تكونت من الوزراء ونواب الرئيس العام لحزب العدالة والتنمية.
بعد ذلك، تولت فاطمة شاهين رئاسة فرع النساءالمركز العام وعملت على عقد أول اجتماع دولي بعنوان المرأة في حزب العدالة والتنمية.
تعقد 3 اجتماعات دولية في بداية كل عام وهي:
-المرأة في مؤتمر العمل الدولي (السيدات الناجحات من جميع انحاء العالم/ بمشاركة الرئيس التنفيذي) 
-المجلس الدولي للمرأة في الحكم المحلي (بمشاركة جميع رؤساء البلدية السيدات من جميع انحاء العالم) 
-قمة حقوق المرأة العالمية (بمشاركة كل السيدات اللواتي يشغلن مناصب وزراء، رؤساء مجالس واعضاء مجلس شعب) 
في 30 مارس 2014، رشحت نفسها لرئاسة بلدية غازي عنتاب عن حزب العدالة والتنمية في الانتخابات المحلية وتم انتخابها.